# Kuća uz crkvu Gospe Anuncijate u Hvaru
Kuća, uz rimokatoličku crkvu Gospe Anuncijate u Hvaru, zaštićeno kulturno dobro.

## Opis
Nalazi se na adresi Kroz Burak 23. Gotička dvokatnica izgrađena u 15. stoljeću u Burgu do crkve Gospe Anuncijate. Uskog i izduženog pravokutnog tlocrta zaključena je dvovodnim krovom. Ističe se rijetko sačuvanim “sularom” na glavnom pročelju. Povezana je s pučkom ustankom 1510. godine i prvim vođom ustanka Matijom Lukanićem.

## Zaštita
Pod oznakom Z-6673 zavedena je kao nepokretno kulturno dobro - pojedinačno, pravna statusa zaštićena kulturnog dobra, klasificirano kao "profana graditeljska baština".